# Тарнопольский, Юрий Матвеевич
Юрий Матвеевич Тарнопольский (16 декабря 1929, Севастополь — 29 декабря 2003, Рига) — советский и латвийский учёный в области механики композитных материалов, доктор технических наук (1968), доктор инженерных наук (1992), академик Латвийской Академии наук.

## Биография
Родился в Севастополе в семье военного моряка, подполковника интендантской службы Матвея Ефимовича Тарнопольского (1903—?), уроженца Геническа, участника Великой Отечественной войны.
Окончил школу в Риге (1947) и механический факультет Латвийского госуниверситета (1952, с отличием), квалификация «инженер-механик».
В 1952—1954 гг. в звании инженера-лейтенанта служил в военно-морских силах (ВМС) СССР, в этот период прослушал спецкурс в Военно-морской академии кораблестроения и вооружения им. А. Н. Крылова.
С ноября 1954 года младший научный сотрудник Академии наук Латвийской ССР. В 1956 году защитил кандидатскую диссертацию «Прочность и жесткость основных узлов велосипеда».
С 1963 по 2000 год зав. лабораторией полимерных конструкций в Институте механики полимеров АН ЛатССР. С 2000 г. — консультант там же.
С 1964 по 1997 год по совместительству преподавал и вёл научную работу на химическом факультете Рижского политехнического института (с 1990 года — Рижский технический университет), профессор.
В 1968 году защитил докторскую диссертацию:
- Прикладные задачи теории упругости конструктивноанизотропных материалов : диссертация … доктора технических наук : 05.00.00. — Рига, 1967. — 439 с. : ил.

В 1969 году присвоено звание профессора по кафедре «Химическая технология полимеров».
В 1987 году избран членом-корреспондентом Академии наук Латвийской ССР, в 1990 году — академиком.
Под его руководством было подготовлено 20 кандидатских и 3 докторские диссертации.

## Награды и звания
Лауреат Государственной премии Латвийской ССР в области науки и техники 1965 года. Лауреат Государственной премии СССР 1985 года — за цикл работ по созданию методов расчёта конструкций из композиционных материалов. Лауреат премии Фридриха Кандерса Латвийской академии наук (1998). Заслуженный деятель науки Латвийской ССР (1990).

## Научные труды
Автор более 150 научных и учебно-методических работ, в том числе 9 монографий; и 12 изобретений.
- Особенности расчета деталей из армированных пластиков [Текст] / Ю. М. Тарнопольский, А. В. Розе. — Рига : Зинатне, 1969. — 273 с. : ил.; 23 см.
- Методы статических испытаний армированных пластиков [Текст] / Ю. М. Тарнопольский, Т. Я. Кинцис. — 2-е изд., перераб. — Москва : Химия, 1975. — 263 с. : ил.; 22 см.
- Пространственно-армированные композиционные материалы [Текст] : справочник / Ю. М. Тарнопольский, И. Г. Жигун, В. А. Поляков. — Москва : Машиностроение, 1987. — 224 с. : ил.; 22 см
- Конструкционная прочность и деформативность стеклопластиков [Текст] / Ю. М. Тарнопольский, А. М. Скудра ; АН Латв. ССР. Ин-т механики и полимеров. — Рига : Зинатне, 1966. — 260 с., 5 л. ил. : ил.; 22 см.
- Пути снижения веса машин и экономии металла в машиностроении [Текст] / К. Я. Муценек, Ю. М. Тарнопольский ; Акад. наук Латв. ССР. Ин-т машиноведения. — Рига : Изд-во Акад. наук Латв. ССР, 1960. — 112 с., 1 л. черт. : ил.; 23 см.
- Tarnopolskii Yu. M., Kincis T. Ya. Static Test Methods for Composites. New York: Van Nostrand Reinhold Co., 1985, 301 pp.
- Handbook of Composites, Vol. 2, Structures and Design. Eds. C.T. Herakovich (USA) and Yu. M. Tarnopolskii (Latvia), Amsterdam: North Holland, Netherlands, 1989, 684 pp.
- Tarnopolskii Yu. M., Zhigun I. G., Polyakov V. A. Spatially Reinforced Composites. Technomic Publishing Co., Inc., 1993, 341 pp.